# Serolis paradoxa
Serolis paradoxa là một loài chân đều trong họ Serolidae. Loài này được Fabricius miêu tả khoa học năm 1775.